# 코시체 1구

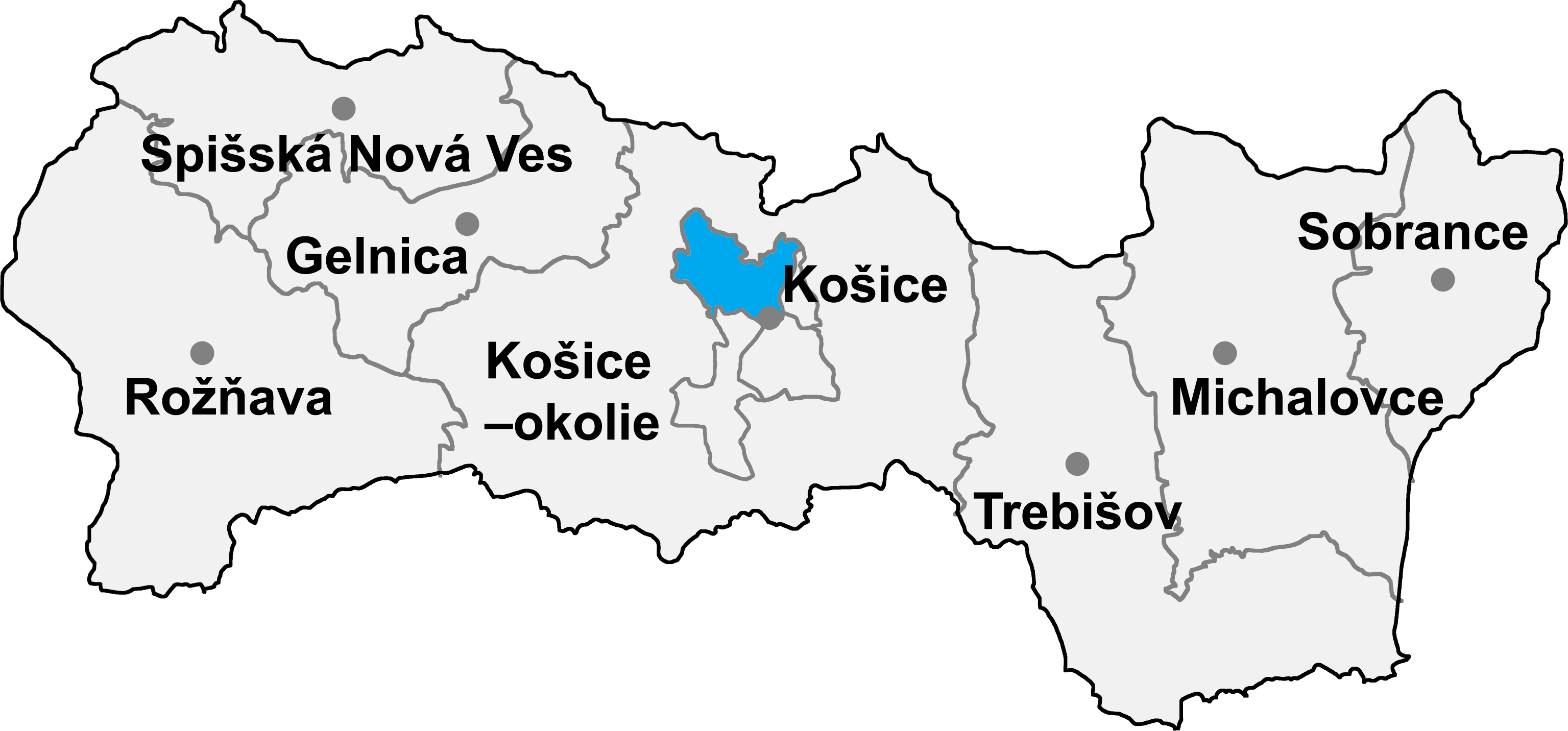
코시체 1구의 위치

코시체 1구(슬로바키아어: Okres Košice I)는 슬로바키아 코시체주를 구성하는 11개 구 가운데 하나로 면적은 85.43km2, 인구는 67,842명(2014년 기준), 인구 밀도는 794.12명/km2이다. 코시체에 속하는 6개 지방 자치체를 관할한다. 북쪽과 서쪽으로는 코시체오콜리에구와 접하며 동쪽으로는 코시체 3구, 남쪽으로는 코시체 2구, 코시체 4구와 접한다.